# Knockcroghery
Knockcroghery es una localidad situada en el condado de Roscommon de la provincia de Connacht (República de Irlanda), con una población en 2016 de 351 habitantes.
Se encuentra ubicada en la zona centro-norte del país, a poca distancia al oeste del río Shannon —el más largo de Irlanda— y de los lagos Lough Key y Lough Ree.